# كاثال مارش
كاثال مارش (بالإنجليزية: Cathal Marsh)‏ هو لاعب اتحاد الرغبي أيرلندي، ولد في 10 يناير 1992 في دبلن في جمهورية أيرلندا.